# Hönower Weiherkette

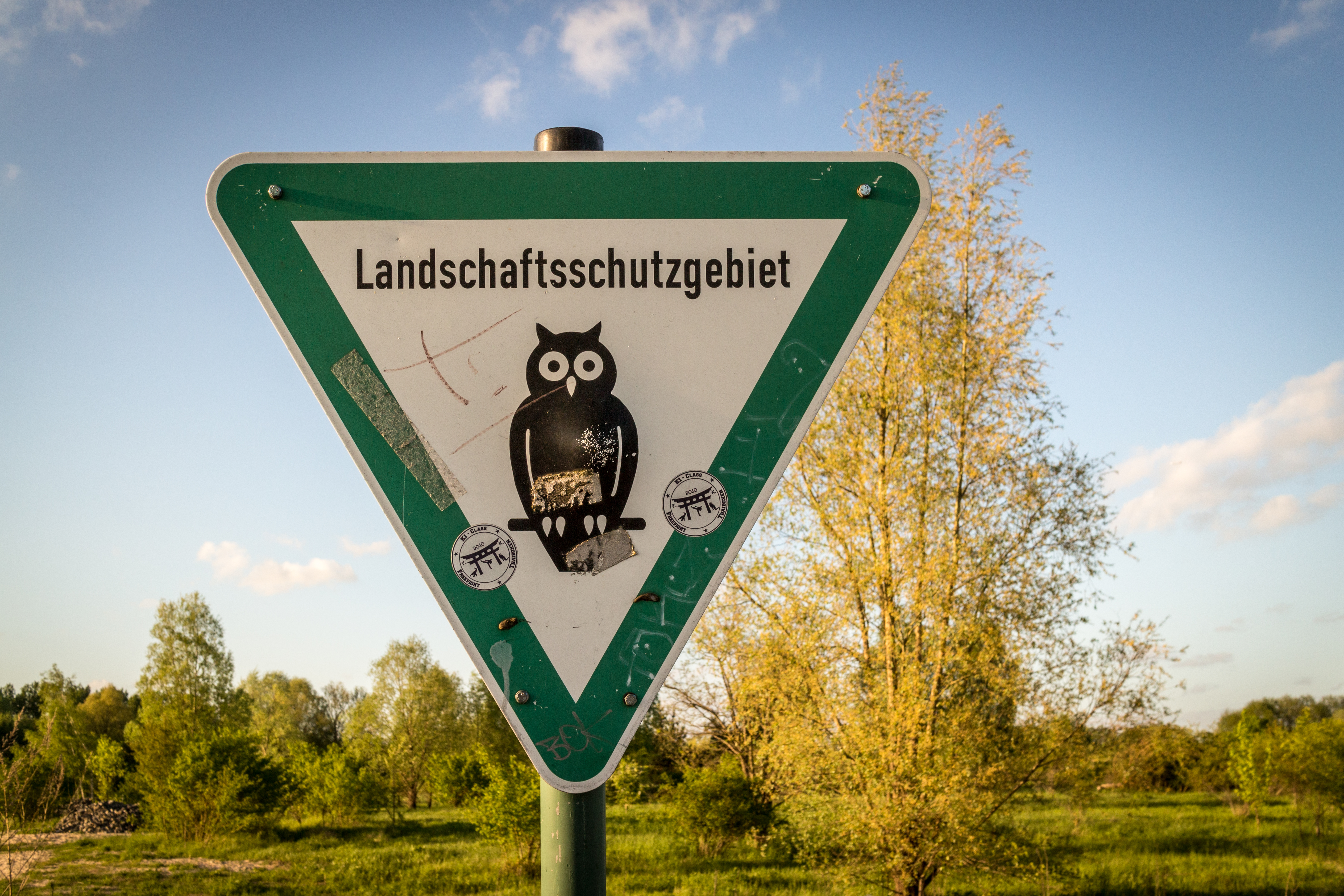
LSG-Schild am U-Bahnhof Hönow

Die Hönower Weiherkette ist ein Gewässersystem im Berliner Bezirk Marzahn-Hellersdorf innerhalb der Ortslage Hellersdorf-Nord und als Landschaftsschutzgebiet (LSG 50) geschützt.

## Lage

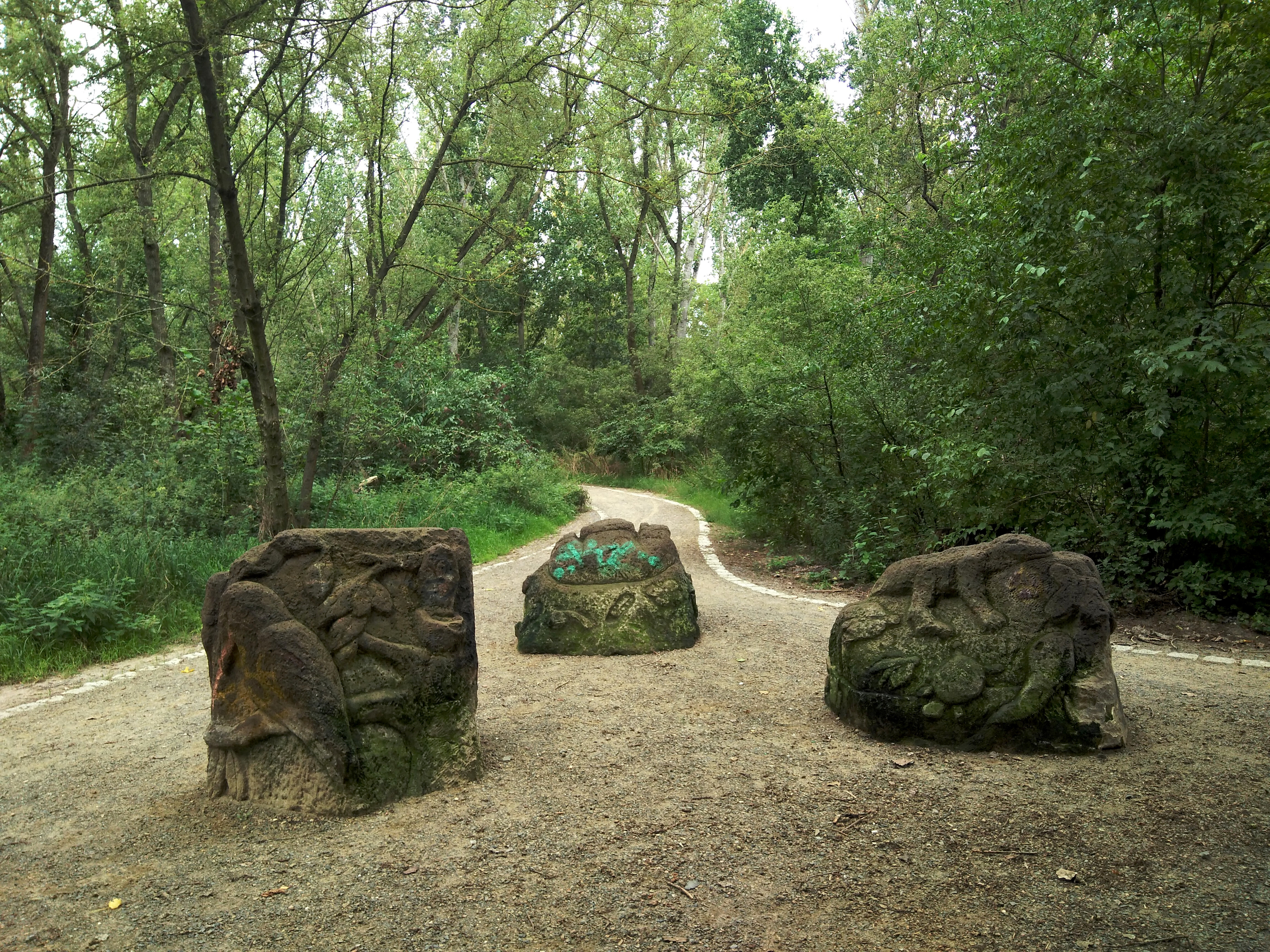
Skulpturengruppe

Die Weiherkette erstreckt sich von der Stendaler / Tangermünder Straße im Westen bis zur Mahlsdorfer Straße im Osten und verläuft parallel zum Straßenzug Landsberger Chaussee und Berliner Straße. Der Rinnenverbund der 12 Pfuhle ist damit klar von den umliegenden größeren Seen außerhalb Berlins abgegrenzt. Die durch die Weichseleiszeit ausgebildete Weiherkette bietet auf 55 Hektar Gesamtfläche wertvolle Lebensräume für die Tier- und Pflanzenwelt. Entlang der Seen verläuft der Wuhle-Hönow-Weg, der den Wuhletal-Wanderweg mit dem U-Bahnhof Hönow verbindet.
In der Nähe des Beerenpfuhls befindet sich eine Skulpturengruppe des Bildhauers Frank Hüller.

## Umgestaltung
Im Jahr 2022 ging die Hönower Weiherkette durch die Presse, da auf behördliche Anweisung 1350 große Bäume mit einer tonnenschweren Erntemaschine gefällt wurden. Die daraufhin gegründete Bürgerinitiative (Schutzgemeinschaft Hönower Weiherkette) kritisierte den rigorosen Umgang mit dem Landschaftsschutzgebiet.
Im Frühjahr 2024 pflanzten auf einer Fläche von 12.000 m² westlich der Louis-Lewin-Straße Schüler zweier benachbarter Grundschulen 5250 junge Bäume und Sträucher heimischer Arten.
Im Mai 2024 wurde ein Naturlernpfad mit Lerntafeln und einem Wegeleitsystem eröffnet.

## Weiher

### Überblick
Noch im 19. Jahrhundert ist das Feuchtgebiet auf Karten als Die kühlen Gründe eingezeichnet, was auf die besonderen kleinklimatischen Bedingungen der Gewässer verweist. Auf einer online verfügbaren Karte heißt der Bereich auch Well-Pfühle.
Es folgt eine Auflistung der Hönower Weiher, die wie auf einer Perlenschnur von West nach Ost angeordnet sind.

### Fischteich
Der Fischteich liegt direkt an der Landsberger Chaussee und ist somit der westlichste Teich der Hönower Weiherkette. Seinen idyllischen und Biosphären-Charakter verdankt er hauptsächlich seinem dichten Gehölz und seinen Schilfgürteln. Er bildete ursprünglich eine langgestreckte Wasserfläche, deren westlicher Bereich seit den 2000er Jahren bereits stark verlandet ist.

### Beerenpfuhl
Der Beerenpfuhl ist schwer zugänglich, da seine Ufer wie beim Fischteich von dichtem Gehölz und einem Schilfgürtel umgeben sind. Er ist mit einem kleinen Stichkanal mit dem Fischteich verbunden, über den eine Brücke des Wanderweges führt. Sein südliches Ufer reicht an die Zerbster Straße heran.

### Weihenpfuhl
Der Weihenpfuhl ist der östlichste Teich des Abschnitts westlich der Louis-Lewin-Straße. Das von den anderen zwei Pfühlen etwas abgelegene Gewässer gilt aufgrund seiner Vielzahl an Wasserpflanzen und Schilfgürteln sowie wegen verschiedener Gehölzarten als schönster Teich der Weiherkette. Auf Luftaufnahmen um 2008 ist er jedoch bereits so zugewachsen, dass sein Uferbereich kaum noch auszumachen ist.

### Obersee
Der Obersee, der erste See östlich der Louis-Lewin-Straße, besteht aus zwei Gewässern, die bei hohen Wasserständen verschmelzen: ein grabenartiger Bereich zwischen Obersee und Louis-Lewin-Straße sowie der eigentliche Obersee.
Die durch seitliche Geländeauffüllungen sehr steilen Ufer des westlichen Gewässers sind mit Weidenbüschen und Röhrichtbeständen bewachsen.
Der maximal 1,50 m tiefe Gewässergraben hat eine optisch gute bis sehr gute Wasserqualität, wohingegen die des Obersees mit einer Sichttiefe von meist unter 20 cm deutlich schlechter ist.

### Rundes Soll
Bei dem sich östlich des Obersees befindlichen Runden Soll handelt es sich um einen beinahe kreisrunden und abflusslosen Weiher. Das hoch gelegene Westufer ist mit Rohrkolben-Röhricht bewachsen, und bei gleichbleibenden Wasserständen sind unter dem Fischbestand hauptsächlich Giebel zu finden.

### Mummelsoll

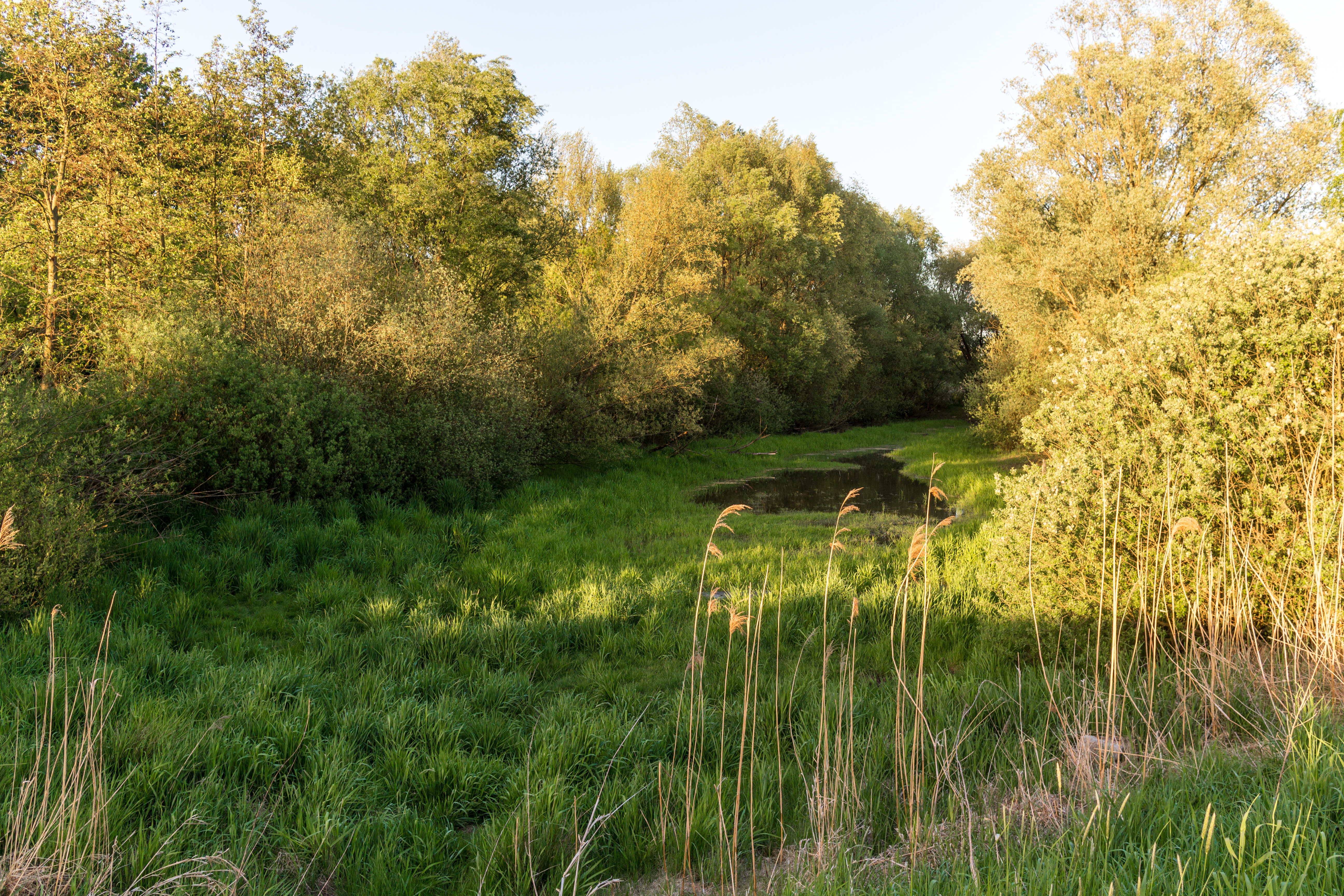
Froschweiher

Das häufig trocken liegende Mummelsoll war früher ein abflussloses und mehrere Meter tiefes Gewässer mit einer sehr guten Wasserqualität, wie die des Runden Solls. Heute gibt es im Mummelsoll jedoch weder Fischbestände noch frühere Vorkommen der damals namensgebenden Großen Mummel (Seerose).
Das Mummelsoll wurde 2023 geflutet, um zu untersuchen, mit welchen Maßnahmen das Gewässersystem der Weiherkette gerettet werden kann.

### Froschweiher
Der ebenfalls verlandete Froschweiher entspricht einer langgezogenen flachen Senke, die eine maximale Tiefe von 1,50 m erreichen kann. Zum Untersee besitzt das fischlose Gewässer keine Verbindung.

### Untersee

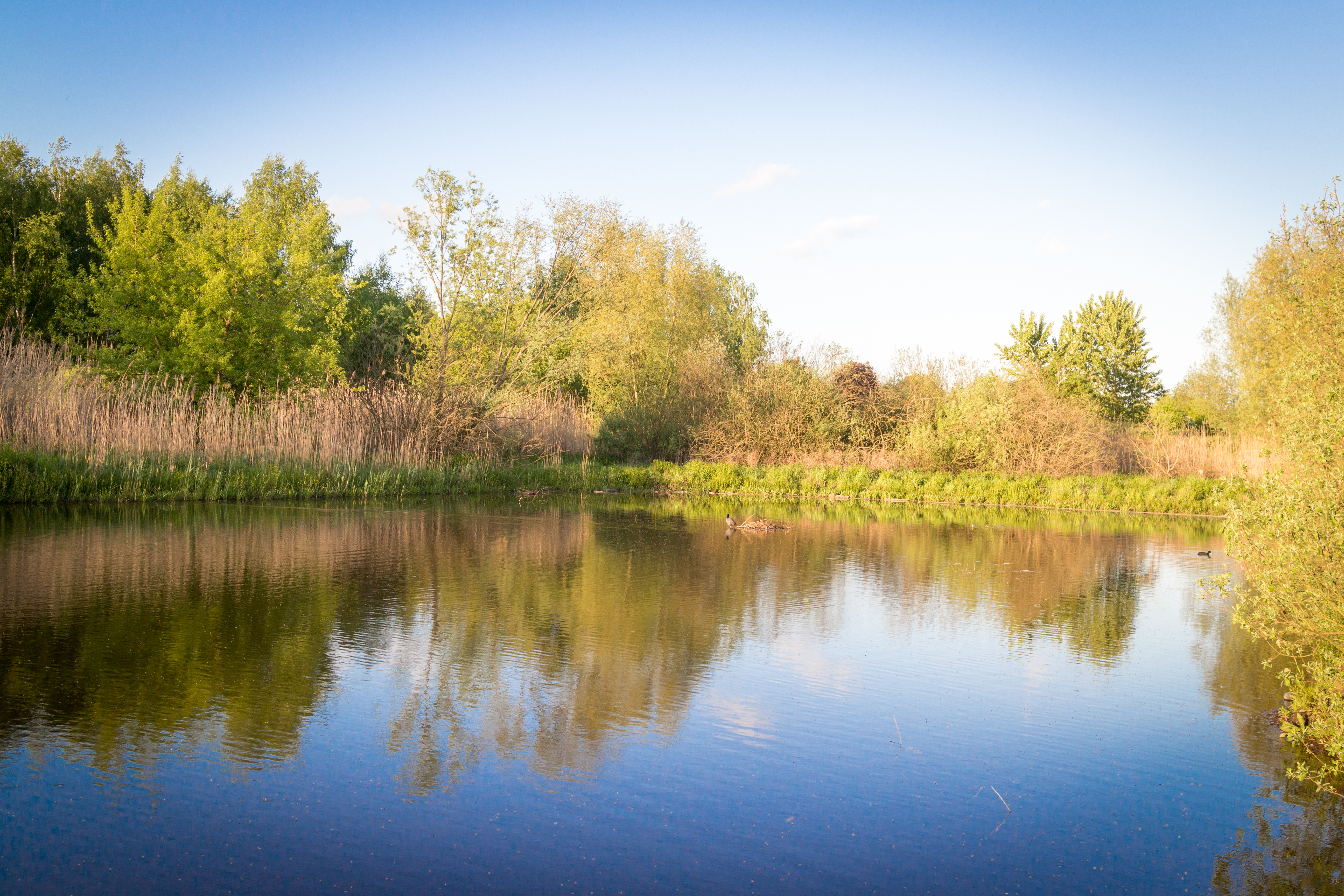
Untersee (Ostseite)

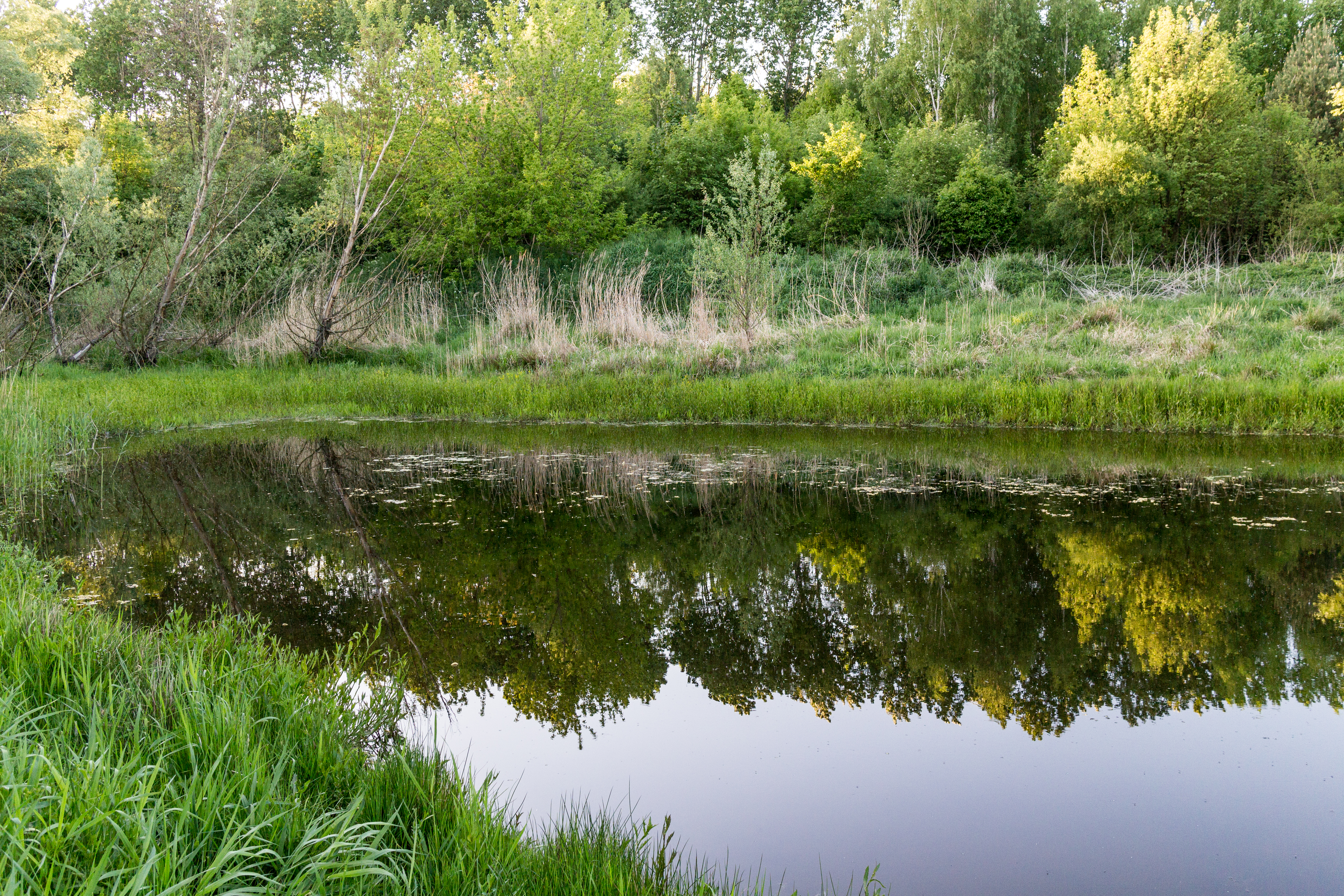
Untersee (Westseite)

Im Untersee, dem zweitgrößten Gewässer der Hönower Weiherkette, sind aufgrund der guten Wasserqualität Fischbestände vorhanden. Die Ufer des 0,7 ha großen Sees sind größtenteils sehr steil. Die Rohrkolben bedeckten bis um das Jahr 2000 fast die gesamte Fläche des Sees, sie wurden infolge einer Entschlammung vollständig beseitigt.

### Krautweiher

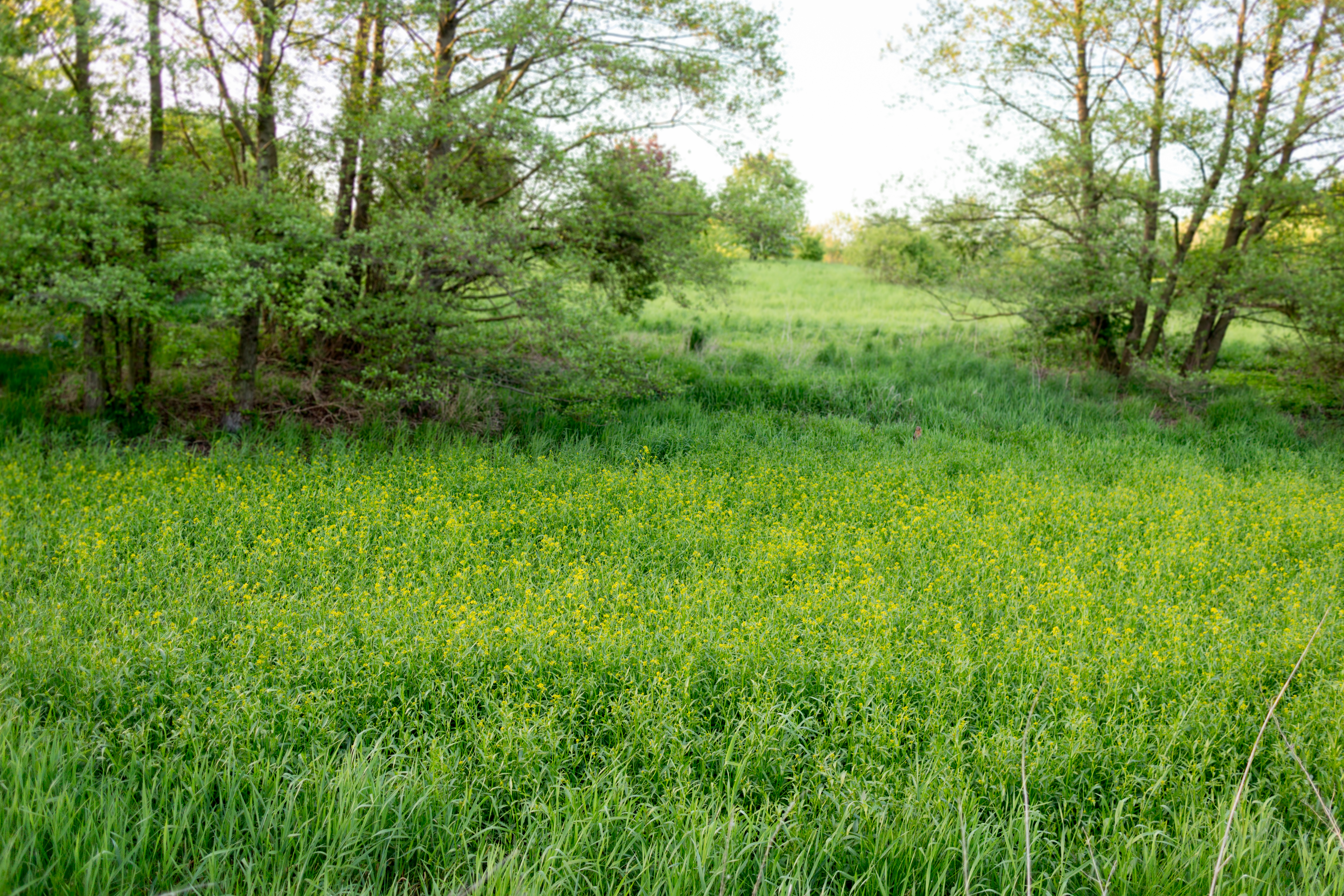
Blühender Krautweiher

Ähnlich wie der Froschweiher stellt der Krautweiher eine langgezogene flache Senke dar. Der trocken liegende Weiher besitzt einen Zufluss vom Weidenpfuhl und entwässert in den Untersee.

### Bogensee
Das nordöstlichste Gewässer der Hönower Weiherkette wird Bogensee genannt. Ein Zuflussgraben aus dem Haussee bei Hönow befindet sich an der Nordwestspitze des leicht gebogenen Sees, woraus sich sein Name ableitet.

### Weidenpfuhl

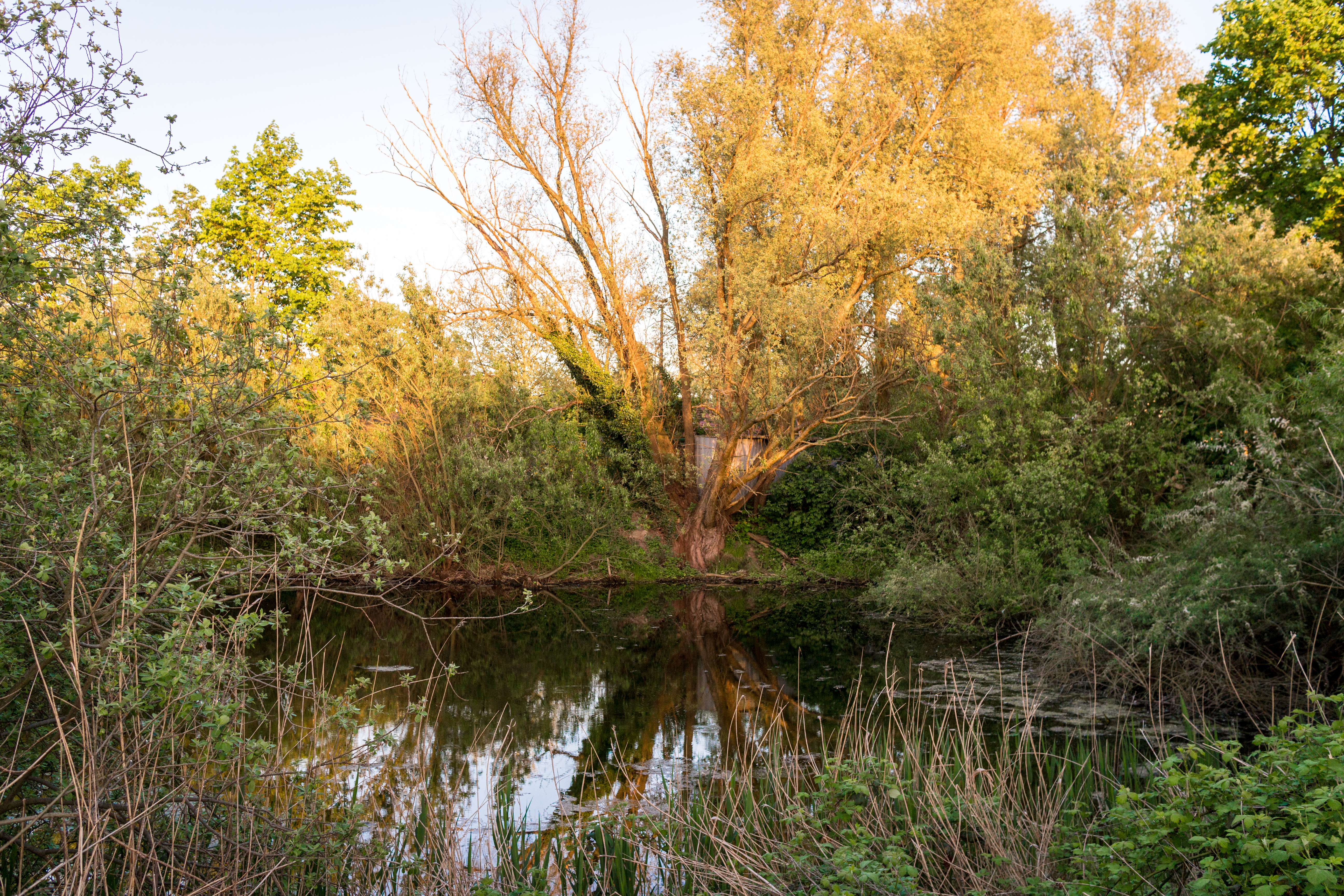
Entenpfuhl

Der Weidenpfuhl besitzt sowohl Zuflüsse aus dem Bogensee im Norden als auch aus dem Entenpfuhl im Süden. Aufgrund der vorhandenen Fischbestände ist der mit alten Weiden, Weidenbüschen und anderen Gehölzen teilweise dicht bewachsene Pfuhl bei Anglern sehr beliebt.

### Entenpfuhl (Rallenweiher)
Der sich auf einem Privatgrundstück befindliche und daher nicht zugängliche Entenpfuhl besitzt einen Zufluss aus Richtung Hechtsee. Zudem entwässert der fast vollständig mit Gehölzen umstandene und daher auch stark beschattete Rallenweiher in den Weidenpfuhl. Die Namensgebung stammt von den häufig hier anzutreffenden Rallen.